# Portsmouth (Virginie)
Portsmouth je město ve Spojených státech amerických. Nachází se v jihovýchodní části státu Virginie. Ve městě žije přibližně 98 tisíc obyvatel a jeho rozloha činí 121,0 km². Město bylo založeno roku 1752. Nachází se na řece Elizabeth, přes kterou hraničí s městem Norfolk. Je součástí metropolitní oblasti zvané Hampton Roads a je 9. nejlidnatějším městem ve Virginii. Díky své strategické poloze je město hojně využíváno americkým námořnictvem; leží zde Norfolk Naval Shipyard. Svůj název město nese po Portsmouthu ve Velké Británii.

## Rodáci
- Ruth Brown (1928–2006) – americká zpěvačka
- Missy Elliott (* 1971) – americká zpěvačka
- Wanda Sykesová (* 1964) – americká herečka
- Dave Bailey (1926–2023) – americký bubeník
- Radia Perlman (* 1951) – americká informatička a síťová inženýrka
- LaShawn Merritt (* 1986) – americký běžec na 400m, olympijský vítěz
- Kenneth Bowersox (* 1956) – americký pilot a astronaut
- Mike Watt (* 1957) – americký zpěvák a baskytarista

## Partnerská města
- Portsmouth, Spojené království
- Dunedin, Nový Zéland
- Gorée, Senegal
- Orizaba, Mexiko
- Eldoret, Keňa